# Denta
Denta falu Romániában, a Bánságban, Temes megyében, Denta község központja. Az első világháborúig Temes vármegye Dettai járásához tartozott.

## Nevének első írásos említése
1332-ben Dend néven.

## Népessége
- 1900-ban 5631 lakosából 1559 volt román, 1129 német, 889 magyar és 2054 egyéb (857 szerb) anyanyelvű; 2444 ortodox, 3098 római katolikus, 50 református, 17 izraelita, 13 evangélikus és 9 görögkatolikus vallású.
- 2002-ben a 3187 lakosából 1940 volt román,  605 bolgár, 314 magyar, 172 szerb, 83 cigány, 45 ukrán, 25 német, 2 szlovák és 1 lengyel, 2029 ortodox, 1011 római katolikus, 88 pünkösdista, 42 baptista, 3 református, 3 adventista, 1 görögkatolikus és 10 egyéb illetve ateista.

## Története
Reiszig Ede Torontál vármegye községei című művében így ír a településről:
Denta, a Berzava mentén fekvő nagyközség....Első ízben az 1332-37. évi pápai tizedjegyzékekben fordul elő, Dend alakban. 1370-ben az Omoriak birtoka, később a Remetei Himfiaké. 1597-ben Báthory Zsigmond fejedelem Barcsai Andrásnak adományozta s ekkor neve Dente alakban szerepel. A XVII. század második felében, 1686-ban, Sárosi János jelenti az erdélyi fejedelemnek, hogy a helységet a törökök pusztán hagyták. Sándor Pál utazási naplójában többek között azt írja, hogy 1687 máj. 16-án Dente nevű falucska mellé jött hálni. A falu akkor palánkkal volt bekerítve. Az 1717. évi jegyzékben a csákovai kerületben 100 házzal szerepel.
1720 után német gyarmatosok telepedtek le a helységben. 1724-ben plébániáját is helyreállították, és 1839-ben Dettára helyezték át. 1761-ben kincstári uradalmi altiszttartóság és postahivatal volt a községben. 1796 febr. 15-én hetivásárok tartására nyert szabadalmat, 1911-ben pedig országos vásártartási engedélyt nyert. 1838-ban 126 7/8 egész jobbágytelek volt a községben. 1848-ig a kamara volt a földesura. .... A görögkeleti szerb templom a török hódoltság idejéből maradt fenn. A román templom 1884-ben, a római katolikus templom 1890-ben épült. A községben van Büchl Péter villamoserőre berendezett malma és jéggyára. A lakosok önkéntes tűzoltó-egyesületet, földmíves-egyletet, temetkezési egyesületet és hitelszövetkezetet tartanak fenn.
A községhez tartozik Topolya-puszta, mely 1801–1862-ig a Topolyai Arizy-családé volt. 1862–1889-ig a Timáryaké és 1889 óta gróf Karátsonyi Jenőé. Itt van a Karátsonyi-uradalom 317 holdas híres rizstelepe és 180 holdas halastava. A községhez tartoznak még: Béla-, Csaira-, Endre- (azelőtt Büchl-), Pista-, Ritumare-, Scheirich- (azelőtt Brunner-) és Zimenyek-tanyák.

## Közlekedés
A települést érinti a Temesvár–Alsósztamora-Temesmóra-vasútvonal.

## Jegyzetek

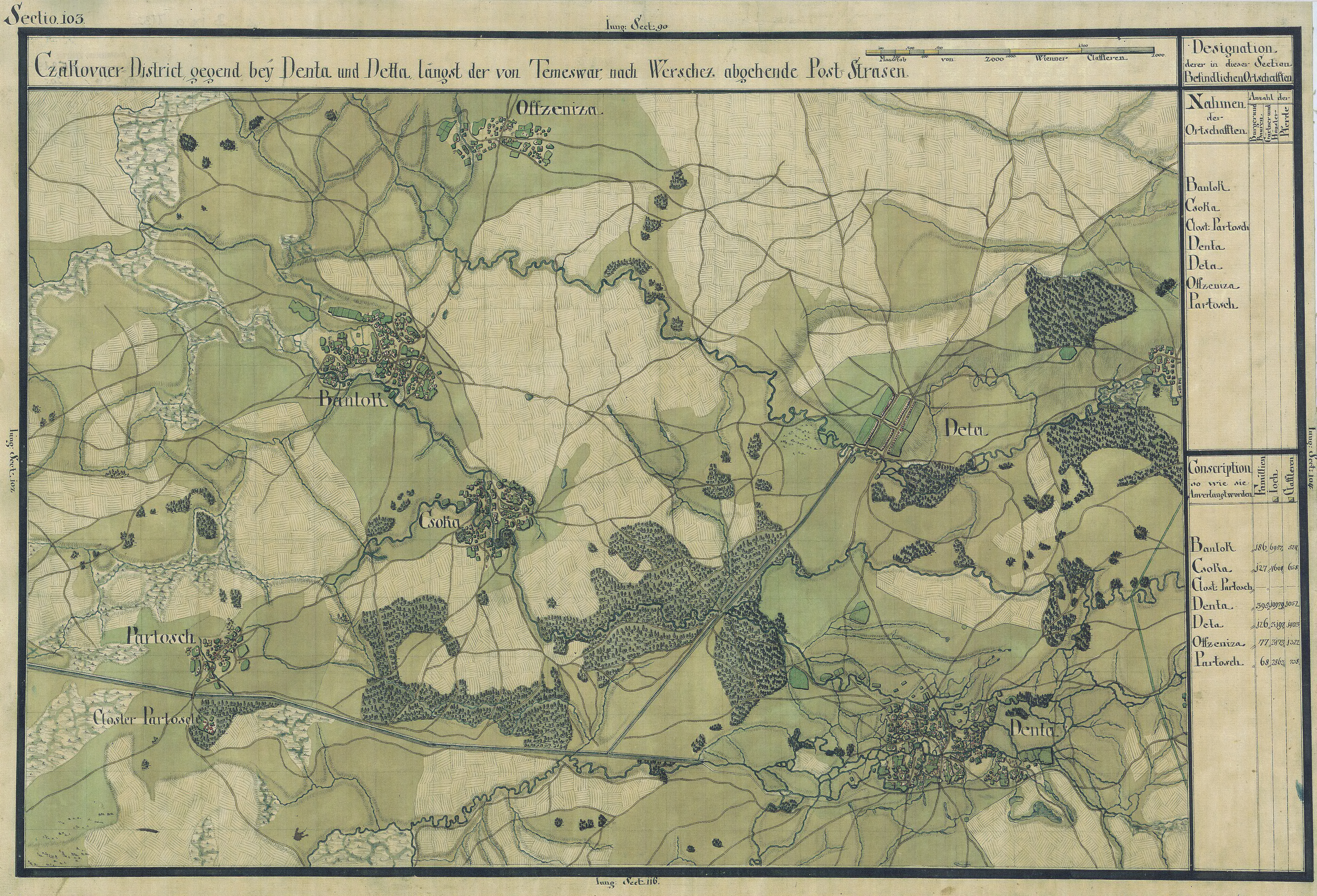
Denta környéke egy régi térképen